# 甲子村
甲子村（かっしむら）は、昭和30年（1955年）まで岩手県上閉伊郡に存在していた村。現在の釜石市甲子町および定内町・野田町・小佐野町・桜木町・小川町・新町にあたる。

## 沿革
- 明治22年（1889年）4月1日 - 町村制施行にともない、旧来の甲子村単独で村制施行して南閉伊郡甲子村が発足。
- 1897年（明治30年）4月1日 - 郡の統合により南閉伊郡と西閉伊郡が合併し、上閉伊郡が発足[1]。上閉伊郡甲子村となる。
- 昭和30年（1955年）4月1日 - 鵜住居村・栗橋村および気仙郡唐丹村と共に釜石市と合併し、新制の釜石市の一部となる。

## 行政

### 歴代村長
| 代 | 氏名       | 就任                       | 退任                       | 備考 |
| -- | ---------- | -------------------------- | -------------------------- | ---- |
| 1  | 菊池善之助 | 不詳                       | 不詳                       |      |
| 2  | 佐藤円次郎 | 明治24年（1891年）6月18日  | 明治38年（1905年）6月17日  |      |
| 3  | 佐野長之助 | 明治38年（1905年）12月14日 | 明治40年（1907年）12月14日 |      |
| 4  | 中野憲郎   | 明治41年（1908年）5月28日  | 明治45年（1912年）5月27日  |      |
| 5  | 金沢宗七   | 明治45年（1912年）7月15日  | 大正5年（1916年）7月14日   |      |
| 6  | 佐野千代治 | 大正5年（1916年）8月29日   | 大正5年（1916年）5月27日   |      |
| 7  | 菊池市太夫 | 大正6年（1917年）5月9日    | 大正8年（1919年）6月17日   |      |
| 8  | 服部保受   | 大正8年（1919年）9月16日   | 大正11年（1922年）3月11日  |      |
| 9  | 大橋畄吉   | 大正11年（1922年）4月11日  | 昭和17年（1942年）1月9日   |      |
| 10 | 桜井興造   | 昭和17年（1942年）5月10日  | 昭和20年（1945年）6月22日  |      |
| 11 | 岩井省三   | 昭和20年（1945年）8月9日   | 昭和22年（1947年）1月12日  |      |
| 12 | 小笠原嘉六 | 昭和22年（1947年）4月5日   | 昭和24年（1949年）1月16日  |      |
| 13 | 津田吉之助 | 昭和25年（1950年）3月15日  | 昭和25年（1950年）12月25日 |      |
| 14 | 佐藤宗光   | 昭和26年（1951年）2月15日  | 昭和30年（1955年）3月31日  |      |

## 交通
- 国鉄釜石線：陸中大橋駅 - 洞泉駅 - 松倉駅 - 小佐野駅